# Vulpes vulpes alascensis
Vulpes vulpes alascensis es una subespecie de  mamíferos carnívoros  de la familia Canidae.

## Distribución geográfica
Se encuentran en Norteamérica: Alaska, el Yukon y Territorios del Noroeste.